# Salka gviazdka
Salka gviazdka – gatunek pluskwiaka z rodziny bezrąbkowatych i podrodziny Typhlocybinae. Występuje endemicznie na Tajwanie.

## Taksonomia
Gatunek ten opisany został po raz pierwszy w 2010 roku przez Irenę Dworakowską. Opisu dokonano na podstawie pojedynczego samca odłowionego w 1972 roku w tajwańskim Pihu, na wschód od Tajpej.
Takson ten należy do grupy gatunków blisko spokrewnionych z S. lobata, którą reprezentują m.in. S. decorata, S. gaza, S. mamiya, S. remanei, S. wiejska oraz S. yeroboa.

## Morfologia
Pluskwiak o ciele długości 3,5 mm. Głowę ma trochę węższą od przedplecza, ubarwioną głównie żółtawo lub ochrowobeżowo z dużą, czarniawobrązową łatą pośrodku ciemienia. Tułów charakteryzuje się przedpleczem mniej więcej dwukrotnie dłuższym od ciemienia. Przód przedplecza jest żóławobeżowy z rozgałęzioną przepaską poprzeczną barwy brązowej. Za tą przepaską znajduje się duży, beżowobrązowy znak w kształcie „Λ”. Tylny brzeg przedplecza zdobi szeroka, poprzeczna pręga o barwie brązowej z oliwkowym odcieniem, od przodu ograniczona nieregularnym szeregiem czarnych kropek. Śródplecze ma tarczę i tarczkę koloru beżowobrązowego. Przednie skrzydło jest brązowawe z polem brochosomowym i rejonem je poprzedzającym brązowymi, a czwartą komórką apikalną i częścią kostalną trzeciej komórki apikalnej białawymi. Spośród komórek apikalnych przedniego skrzydła pierwsza i trzecia są bardzo duże i szerokie, druga wąska, a czwarta krótka i szeroka. Odwłok ma drugi sternit z małymi apodemami. Samiec ma dobrze zesklerotyzowaną kapsułę genitalną. Pygofor ma wyrostek brzuszny smukły, zaś wyrostek grzbietowy cienki, łukowato wygięty i niemal dorównujący długością krawędzi grzbietowej pygoforu. Edeagus ma lekko przypłaszczony bocznie trzon z wyrostkami przedwierzchołkowymi nieregularnie skręconymi i skierowanymi bocznie. Doogonowa część paramer jest szersza niż u S. decorata.